# Ming's Bight
Ming's Bight is een gemeente (town) in de Canadese provincie Newfoundland en Labrador. De gemeente ligt in het noorden van het schiereiland Baie Verte aan de Atlantische noordkust van het eiland Newfoundland.

## Geschiedenis
In 1970 werd het dorp een gemeente met de status van local government community (LGC). In 1980 werden LGC's op basis van The Municipalities Act als bestuursvorm afgeschaft. De gemeente werd daarop automatisch een community om een aantal jaren later uiteindelijk een town te worden.

## Demografie
Demografisch gezien is Ming's Bight, net zoals de meeste kleine dorpen op Newfoundland, aan het krimpen. Tussen 1991 en 2021 daalde de bevolkingsomvang van 456 naar 298. Dat komt neer op een daling van 158 inwoners (-34,6%) in dertig jaar tijd.
| Jaar | Aantal inwoners | Verschil |
| ---- | --------------- | -------- |
| 1991 | 456             | –        |
| 1996 | 435             | -4,6%    |
| 2001 | 353             | -18,9%   |
| 2006 | 347             | -1,7%    |
| 2011 | 333             | -4,0%    |
| 2016 | 319             | -4,2%    |
| 2021 | 298             | -6,6%    |